# سنگ‌نوشته میمه
سنگ‌نوشتهٔ میمه کتیبه‌ای است در استان ایلام واقع درشمال شهر میمه و مشرف بر رودخانهٔ موسوم به «سراب میمه» که قدمت آن به دورهٔ قاجار بازمی‌گردد. این کتیبه حدود ۳ متر ارتفاع و ۲/۵ متر عرض دارد.
سنگ‌نوشتهٔ میمه در سیزده سطر حکاکی شده که هر سطر آن از سطر دیگر، با یک خط افقی جدا شده‌است. متن حکاکی شده خلاصه‌ای از خدمات عمرانی غلامرضاخان والی (والی پشتکوه) است که کتیبهٔ میمه به فرمان او حکاکی شده‌است. نوع خط استفاده شده نستعلیق برجسته و به لحاظ فضای محدود کتیبه، با تداخل حروف است. خط به‌کاررفته در این کتیبه شباهت فراوانی با سنگ‌نوشته حسینقلی خان والی واقع در شمال شهر ایلام دارد و احتمال می‌رود هر دو را یک نفر حکاکی کرده باشد.

## متن سنگ نوشته
در ابتدای سنگ نوشته آیه " بسم الله الرحمن الرحیم " و سپس شعری با چهار مصرع بدین مضمون آمده است :
شنیدم که جمشید فرخ سرشت 
به سرچشمه بر سنگی نوشت
در این چشمه چون ما بسی دم زدند  
برفتند چون چشم برهم زدند .

## جستار های وابسته
میمه (دهلران)

دهلران